# أميرة فيليخاخن
أميرة فيليخاخن (بالهولندية: Amira Willighagen) (من مواليد 27 مارس 2004، في مدينة نايميخن بهولندا) هي مغنية أوبرا. ٱكتسبت شهرة واسعة بعد مشاركتها في البرنامج العالمي هولندا غوت تالنت حيث أثبتت موهبتها كمغنية أوبرالية مخضرمة في سن جد صغيرة لم تتجاوز ال9 سنوات، دون أية دروس في الغناء والموسيقى.

## وصلات خارجية
- الموقع الرسمي
- أميرة فيليخاخن على موقع IMDb (الإنجليزية)
- أميرة فيليخاخن على موقع ميوزك برينز (الإنجليزية)
- أميرة فيليخاخن على موقع أول ميوزيك (الإنجليزية)
- أميرة فيليخاخن على موقع ديسكوغز (الإنجليزية)
- مغنية اوبرا عمرها 9 سنوات تبدع في برنامج المواهب
- أميرة فيليخاخن
- طفلة صغيرة تبهر لجنة التحكيم في برنامج هولاندي لاكتشاف المواهب
- مغنية اوبرا عمرها 9 سنوات